# Donacoscaptes linearellus
Donacoscaptes linearellus là một loài bướm đêm trong họ Crambidae.